# Callipia occulta
Callipia occulta là một loài bướm đêm trong họ Geometridae.